# Лудештій-де-Сус
Лудештій-де-Сус (рум. Ludeștii de Sus) — село у повіті Хунедоара в Румунії. Входить до складу комуни Орештіоара-де-Сус.
Село розташоване на відстані 265 км на північний захід від Бухареста, 31 км на південний схід від Деви, 123 км на південь від Клуж-Напоки.

## Населення
За даними перепису населення 2002 року у селі проживали 28 осіб, усі — румуни. Усі жителі села рідною мовою назвали румунську.